# Riff Raff
Riff Raff är en amerikansk kriminal- och komedifilm som hade premiär den 9 september 2024 på Toronto International Film Festival. Filmen är regisserad av Dito Montiel, efter ett manus skrivet av John Pollono.

## Handling
Filmen handlar om en före detta brottsling vars vanliga liv vänds upp och ner när hans gamla familj dyker upp för en återförening.

## Rollista (i urval)
- Jennifer Coolidge - Ruth
- Gabrielle Union - Sandy
- Lewis Pullman - Rocco
- Pete Davidson - Lonnie
- Bill Murray - Leftie
- Emanuela Postacchini - Marina
- P.J. Byrne - Garrison